# Gyranusoidea separata
Gyranusoidea separata is een vliesvleugelig insect uit de familie Encyrtidae. De wetenschappelijke naam is voor het eerst geldig gepubliceerd in 1983 door Prinsloo.